# Європа (футбольний клуб, Барселона)
СК «Європа» (кат. Club Esportiu Europa) — іспанський футбольний клуб з Барселони, району Ґрасія, заснований 5 червня 1907 року. З сезону 2025/26 виступатиме в Прімера Федерасьон (3 рівень в системі іспанських футбольних ліг). Домашні матчі приймає на стадіоні «Ноу Сарденья», місткістю 7 000 глядачів.

## Досягнення
- Кубок Іспанії
  - Фіналіст: 1923
- Терсера
  - Чемпіон: 1961—62; 1962—63
  - Срібний призер: 1995—96
- Сегунда Федерасьон
  - Чемпіон: 2024/25
- Чемпіонат Каталонії
  - Чемпіон: 1922—23
  - Віце-чемпіон: 1920—21, 1921—22, 1923—24, 1926—27, 1927—28, 1928—29
- Кубок Каталонії
  - Володар: 1996—97, 1997—98, 2014—15.